# Белак, Дорис
Дорис Белак (англ. Doris Belack; 26 февраля 1926, Нью-Йорк, Нью-Йорк — 4 октября 2011[…], Нью-Йорк, Нью-Йорк) — американская актриса.

## Биография
Дорис Белак родилась в городе Нью Йорк, в еврейской семье иммигрантов из России Исака и Берты Белак.
Дорис Белак была первой актрисой, сыгравшей Берни́с Фиш, жену детектива Фиша (в исполнении Эйба Вигода) в телесериале «Барни Миллер» (1975), прежде чем эту роль получила Флоренс Стэнли. Она также была исполнительницей роли Дороти Сборнак (сестры Беатрис Артур) в телесериале «Золотые девочки» (1985) до того как эта роль досталась Дене Дитрих. С 1990 по 2001 год актриса играла судью Джадж Маргарет Бэрри в телесериале «Закон и порядок»
С 1946 года актриса была замужем за продюсером Филипом Роузем, который скончался в мае 2011 года. Дорис Белак умерла спустя четыре месяца после кончины супруга, 4 октября 2011 года в Нью-Йорке.

## Избранная фильмография
| Год       |   | Русское название                    | Оригинальное название            | Роль                 |
| --------- | - | ----------------------------------- | -------------------------------- | -------------------- |
| 1956—1985 | с | На пороге ночи                      | The Edge of Night                | Кэрол                |
| 1975      | с | Барни Миллер                        | Barney Miller                    | Бернайс Фиш          |
| 1982      | ф | Тутси                               | Tootsie                          | Рита Маршалл         |
| 1985      | ф | Полный вперед                       | Fast Forward                     | Миссис Гилрой        |
| 1985      | с | Кегни и Лейси                       | Cagney & Lacey                   | Миссис Харкинс       |
| 1985      | с | Золотые девочки                     | Golden Girls                     | Глория               |
| 1987      | ф | Батарейки не прилагаются            | *batteries not included          | Миссис Томпсон       |
| 1989      | ф | Дьяволица                           | She-Devil                        | Паула                |
| 1990—2001 | с | Закон и порядок                     | Law & Order                      | Джадж Маргарет Бэрри |
| 1991      | ф | А как же Боб?                       | What about Bob?                  | Доктор Кэтрин Томски |
| 1994      | ф | Голый пистолет 33⅓: Последний выпад | Naked Gun 33 ⅓: The Final Insult | Доктор Робертс       |
| 1998      | ф | Племя Криппендорфа                  | Krippendorf's Tribe              | Президент Портер     |
| 2003      | с | Секс в большом городе               | Sex and the City                 | Ленор                |
| 2005      | ф | Мой лучший любовник                 | Prime                            | Бланш                |
| 2006      | ф | Чокнутый                            | Delirious                        | мать Леса Гэлэнтайна |